# إبراهيم عشير
إبراهيم عشير (بالهولندية: Abraham Asscher)‏ (19 سبتمبر 1880 في أمستردام - 2 مايو 1950 ) سياسي من مملكة هولندا.